# کوه مونکستر
کوه مونکستر (به انگلیسی: Muncaster Mountain) یک قله و کوه در ایالات متحده آمریکا است که در شهرستان جفرسون، واشینگتن واقع شده‌است. کوه مونکستر ۱٬۸۰۱٫۳۹ متر بالاتر از سطح دریا واقع شده‌است.